# Mr. Fantasy
Mr. Fantasy è l'album di esordio del gruppo musicale inglese dei Traffic, uscito nel 1967. Alla registrazione parteciparono Jim Capaldi, Steve Winwood, Chris Wood e Dave Mason; tuttavia quest'ultimo lascia la band prima della pubblicazione. L'album arriva alla sedicesima posizione del Official Albums Chart, e all'88º nella classifica americana del Billboard.

## Descrizione
Il sitar, ampiamente caratterizzante questo periodo dei Traffic viene usato nel singolo Paper Sun e in Utterly Simple.
La prima versione statunitense dell'album prodotta per la United Artists Records era intitolata Heaven Is In Your Mind nella cui copertina apparivano tutti i membri del gruppo, eccetto Dave Mason. Il titolo venne rapidamente mutato in Mr. Fantasy, ma la nuova copertina rimase fino a che la Island Records non venne a ripubblicare la versione britannica verso la fine degli anni '70. Sia quella statunitense sia quella britannica vennero pubblicate con diversi missaggi stereo e mono. In particolare, una canzone, Giving to You, uscì in tre versioni differenti, con le diverse versioni di mixaggio mono e stereo rispetto a quella inglese, oltre al fatto che il lato B della versione britannica successivamente verrà incluso nell'LP mono statunitense. In particolare il lato B comprende testi cantati da Winwood nell'introduzione non presenti in nessun'altra versione. 
La colonna sonora del film Girando intorno al cespuglio di more (Here We Go Round the Mulberry Bush) contiene una registrazione di Utterly Simple diversa da quella dell'album.
Nella maggior parte delle canzoni della versione originale statunitense viene aggiunta una piccola sequenza del singolo Here We Go Round the Mulberry Bush. Questo LP, d'altra parte, contiene tre canzoni tratte dai singoli britannici (Paper Sun, Hole in My Shoe e Smiling Phases), con la cancellazione di due di Dave Mason: Hope I Never Find Me There e Utterly Simple. Il brano finale nell'album statunitense, We're A Fade, You Missed This, è in effetti il finale della versione per intero di Paper Sun.
Il tecnico del suono Eddie Kramer, alla domanda su cosa egli ricordasse con più piacere della sua carriera, rispose: "la registrazione di Dear Mr Fantasy, all'una del mattino nel novembre del 1967."

## Accoglienza
| Recensione    | Giudizio |
| ------------- | -------- |
| AllMusic      | [ 4 ]    |
| Rolling Stone | Positivo |

Il Rolling Stone diede una recensione più che positiva alla distribuzione statunitense, definendola "un album che, sebbene necessitasse di unitarietà (ottenibile facilmente con il tempo), è uno dei migliori prodotti dai gruppi contemporanei". Venivano così elogiate le qualità vocali di Steve Winwood ("probabilmente la migliore voce blues della sua generazione") e i testi di Jim Capaldi. Sostenendo inoltre che "i punti più forti di questo album si trovano laddove gli elementi dell'insolito stile dei Traffic e quello rock-blues di Winwood sono opportunamente combinati", e comunque i contributi di Mason sono giudicati di per sé sufficientemente buoni. La recensione rimase famosa per il fatto che conteneva molti errori grossolani, come quello di asserire che Chris Wood fosse il bassista dei Traffic e che quella di Dave Mason fosse la voce solista incisa in Paper Sun.
La recensione retrospettiva di AllMusic, anch'essa positiva, definisce la musica dei Traffic "eclettica, laddove vengono a combinarsi il background del folclore britannico con il gusto degli stili comico e dance hall di Sgt. Pepper, della musica indiana e dell'improvvisazione blues-rock".

## Brani

### Album originale britannico
1. Heaven Is in Your Mind – 4:16 (Jim Capaldi, Steve Winwood, Chris Wood) – Winwood e Capaldi
2. Berkshire Poppies – 2:55 (Capaldi, Winwood, Wood) – Winwood
3. House for Everyone – 2:05 (testo: Dave Mason – musica: Dave Mason) – Mason
4. No Face, No Name, No Number – 3:35 (Capaldi, Winwood) – Winwood
5. Dear Mr. Fantasy – 5:44 (Capaldi, Winwood, Wood) – Winwood
6. Dealer – 3:34 (Capaldi, Winwood) – Capaldi e Winwood
7. Utterly Simple – 3:16 (testo: Mason) – Mason
8. Coloured Rain – 2:43 (Capaldi, Winwood, Wood) – Winwood
9. Hope I Never Find Me There – 2:12 (testo: Mason) – Mason
10. Giving to You (versione dell'album) – 4:20 (testo: Capaldi, Mason, Winwood, Wood) – Strumentale

### Brani mono in più sul CD statunitense del 2000
1. Paper Sun – 4:15 (testo: Capaldi, Winwood) – Winwood
2. Giving to You (versione mono del singolo statunitense) – 4:12 (testo: Capaldi, Mason, Winwood, Wood) – Winwood
3. Hole in My Shoe – 2:54 (testo: Mason) – Mason
4. Smiling Phases – 2:43 (testo: Capaldi, Winwood, Wood) – Winwood
5. Here We Go Round the Mulberry Bush (versione del singolo) – 2:18 (testo: Capaldi, Mason, Winwood, Wood) – Gruppo (parti soliste nel coro e bridge di Winwood)

### Album originale statunitense (Heaven Is In Your Mind)
1. Paper Sun (Capaldi, Winwood) – 3:26
2. Dealer (Capaldi, Winwood) – 3:13
3. Coloured Rain (Capaldi, Winwood, Wood) – 2:46
4. Hole in My Shoe (Mason) – 3:04
5. No Face, No Name, No Number (Capaldi, Winwood) – 3:38
6. Heaven Is in Your Mind (Capaldi, Winwood, Wood) – 4:22
7. House for Everyone (Mason) – 2:05
8. Berkshire Poppies (Capaldi, Winwood, Wood) – 2:59
9. Giving to You (Capaldi, Mason, Winwood, Wood) – 4:18 [la versione mono dell'album statunitense è diversa dal singolo britannico, con testo cantato da Winwood]
10. Smiling Phases (Capaldi, Winwood, Wood) – 2:44
11. Dear Mr. Fantasy (Capaldi, Winwood, Wood) – 5:33
12. We're a Fade, You Missed This (Capaldi, Winwood) – :53

#### Brani stereo in più dal CD statunitense uscito nel 2000
1. Utterly Simple (Mason) – 3:17
2. Hope I Never Find Me There (Mason) – 2:09
3. Here We Go Round the Mulberry Bush (Capaldi, Mason, Winwood, Wood) – 2:35
4. Am I What I Was or Am I What I Am (Capaldi, Winwood, Wood) – 2:32

## Componenti
- Jim Capaldi – batteria, percussioni, voce
- Dave Mason – chitarra, mellotron, sitar, Tanpura, shakkai, basso, voce
- Steve Winwood – organo, chitarra, basso, piano, clavicembalo, percussioni, voce, arrangementi
- Chris Wood – flauto traverso, sassofono, organo, percussioni, voce, disegno copertina
- Jimmy Miller – produttore, maracas in "Dear Mr. Fantasy"
- Eddie Kramer -- fonico
- John Benton Harris -- fotografia
- Margaret Goldfarb—coordinatore per la ri-distribuzione

## Versioni
Ci sono quattro diverse versioni dell'album, se si considerano sia i brani di quelle statunitensi e britanniche sia quelle mono e stereo. Il tutto è stato ripubblicato su CD. La versione stereo britannica del 1999 ha in più brani mono dell'album statunitense. Nel 2000 la versione stereo statunitense venne ripubblicata su CD con il suo titolo originale Heaven Is In Your Mind oltre ad altri brani stereo. Lo stesso anno venne distribuita negli Stati Uniti la versione mono britannica di Mr Fantasy insieme con altre composizioni mono.
Coloured Rain su Mr. Fantasy appare letteralmente scritto Colored Rain nell'album Love Is di Eric Burdon & The New Animals. Alla canzone viene concesso un esteso arrangiamento, comprendente un assolo di Andy Summers di circa 4 minuti e 15 secondi, oltre un minuto più lungo dell'intero brano dei Traffic. Onde assicurare che finisse nel punto esatto, Zoot Money porta il conto durante l'assolo, indicandogli l'uscita alla 189ª battuta. Nel 1967 venne riproposta da The Hassles, nel 1968 da Al Kooper (nell'album I Stand Alone) e nel 1970 da Slade.